# Begonia coriacea
Begonia coriacea es una especie de planta perenne perteneciente a la familia Begoniaceae. Es originaria de Indonesia donde se encuentra en la isla de Java.

## Taxonomía
Begonia coriacea fue descrita por Justus Carl Hasskarl y publicado en Annales des Sciences Naturelles; Botanique, série 4 11: 122. 1859.
Etimología
Begonia: nombre genérico, acuñado por Charles Plumier, un referente francés en botánica, honra a Michel Bégon, un gobernador de la excolonia francesa de Haití, y fue adoptado por Linneo.
coriacea: epíteto que deriva de las palabras griegas: corium, κοριον = "de cuero" y aceus = "semejanza".
Sinonimia
- Mitscherlichia albococcinea (Hook.) Klotzsch, Ber. Bekanntm. Verh. Königl. Preuss. Akad. Wiss. Berlín 1854: 124. 1854.
- Begonia hasskarlii Zoll. & Moritzi
- Begonia hernandiifolia Hook.
- Begonia junghuhniana Miq.
- Begonia peltata Hassk.
- Begonia umbilicata Planch.
- Mitscherlichia coriacea (Hassk.) Klotzsch
- Mitscherlichia junghuhniana (Miq.) Miq.[3]

Híbrido
- Begonia × ottoniana (Regel) A.DC.